# Blanca Millán
Blanca Millán Modia (Santiago de Compostela, La Coruña, 18 de mayo de 1998) es una jugadora española de baloncesto profesional. Con 1,85 de estatura, juega en la posición de escolta en el Baxi Ferrol de la Liga Femenina de baloncesto.

## Trayectoria

### Etapa universitaria
Durante su etapa universitaria, jugó para las Black Bears de la Universidad de Maine, desde 2016 hasta el 2021. Allí se convirtió en una de las jugadoras más laureadas de la historia, tanto de su equipo como a nivel de conferencia. Ganó dos veces el premio a la jugadora del año de la America East Conference, así como el premio a la jugadora defensiva del año, ambos en 2019 y 2021, convirtiéndose en la única mujer en la historia en ganar ambos premios dos veces.
El 18 de abril de 2021, tras no salir elegida en el draft de la WNBA, firmó un contrato de training camp con las Washington Mystics, al cual renunciaron el 5 de mayo.

### Carrera profesional
En verano de 2021, firmó con el Spar Gran Canaria de la liga española por una temporada, en la que sería su primera experiencia en el baloncesto europeo.
Tras su primera etapa como profesional, la cual terminó como la segunda máxima anotadora de su equipo, con 10,37 puntos por partido, en mayo de 2022 se anunció su fichaje por el Durán Maquinaria Ensino. Su temporada 2022–23 se vería marcada por su lesión del ligamento cruzado anterior de la rodilla derecha, precisamente ante su ex-equipo, el Spar Gran Canaria, que la mantuvo alejada de las pistas durante gran parte de la temporada. Aún así, renovó un año más en el equipo lucense.
En junio de 2024, se anunció que dejaba el equipo lucense y que jugaría para el también gallego Baxi Ferrol, en la que sería también su primera experiencia en competición europea, concretamente en la EuroCup.

## Estadísticas

### Etapa universitaria
| Año     | Equipo | PJ  | PT  | MPP  | %TC  | %3P  | %TL  | RPP | APP | PPP  |
| ------- | ------ | --- | --- | ---- | ---- | ---- | ---- | --- | --- | ---- |
| 2016–17 | Maine  | 34  | 34  | 27.2 | .435 | .308 | .650 | 2.9 | 1.7 | 8.6  |
| 2017–18 | Maine  | 33  | 33  | 34.7 | .444 | .354 | .671 | 5.1 | 1.6 | 17.5 |
| 2018–19 | Maine  | 33  | 33  | 34.2 | .419 | .272 | .711 | 4.4 | 2.1 | 17.2 |
| 2019–20 | Maine  | 6   | 6   | 30.0 | .389 | .182 | .846 | 6.3 | 1.2 | 18.2 |
| 2020–21 | Maine  | 20  | 20  | 35.6 | .479 | .353 | .780 | 7.5 | 2.3 | 21.4 |
| Total   | Total  | 126 | 126 | 32.5 | .439 | .310 | .729 | 4.8 | 1.8 | 15.7 |

### Etapa profesional

#### Liga Femenina
| Año                    | Equipo       | PJ | MPP   | %TC   | %3P   | %TL   | RPP | APP | PPP  |
| ---------------------- | ------------ | -- | ----- | ----- | ----- | ----- | --- | --- | ---- |
| 2021–22                | Gran Canaria | 30 | 28:20 | 36.2% | 33.5% | 89.1% | 2.2 | 1.0 | 10.4 |
| 2022–23                | Ensino Lugo  | 11 | 24:50 | 42.4% | 31.1% | 79.7% | 4.0 | 1.5 | 15.7 |
| 2023–24                | Ensino Lugo  | 20 | 24:38 | 35%   | 20.9% | 77.4% | 3.8 | 1.2 | 10.8 |
| 2024–25 (a 18/02/2025) | Ferrol       | 18 | 18:31 | 37.5% | 28.1% | 60.0% | 2.6 | 1.4 | 6.1  |
| Total                  | Total        | 79 | 24:40 | 37.2% | 29.2% | 78.6% | 2.9 | 1.2 | 10.2 |

#### Competiciones europeas
| Año                    | Equipo | Liga    | PJ | MPP  | %TC   | %3P   | %TL   | RPP | APP | PPP |
| ---------------------- | ------ | ------- | -- | ---- | ----- | ----- | ----- | --- | --- | --- |
| 2024–25 (a 18/02/2025) | Ferrol | EuroCup | 9  | 21.5 | 41.9% | 38.6% | 90.9% | 4.2 | 2.3 | 9.9 |
| Total                  | Total  | Total   | 9  | 21.5 | 41.9% | 38.6% | 90.9% | 4.2 | 2.3 | 9.9 |

## Palmarés

### Selección española

#### Categorías inferiores
- Bronce Europeo Sub-16 2014 ( Hungría)

### Individual
- 2x Jugadora del año de la AEC (2019, 2021)[1]
- 2x Jugadora defensiva del año de la AEC (2019, 2021)
- 3x Primer equipo de la AEC (2018, 2019, 2021)
- 3x Mejor quinteto defensivo de la AEC (2018, 2019, 2021)
- 1x Equipo AEC de freshman (2017)